# Schlierbach (Rodenberger Aue)
Der Schlierbach ist ein Nebenfluss der Rodenberger Aue in der Samtgemeinde Rodenberg im Landkreis Schaumburg im deutschen Bundesland Niedersachsen.

## Geographie
Der Schlierbach entspringt im Deister und hat seinen Ursprung in vielen kleinen Bächen. Der Schlierbach fließt durch ein kleines Muldental.

## Verlauf
Seine Quellbäche fließen in Feggendorf zusammen. Der Schlierbach fließt durch den Ort nach Osten Richtung A2 und mündet in der Nähe von Rodenberg in die Rodenberger Aue.

## Nebenflüsse
Der Schlierbach wird durch neun kleine Bäche gespeist, die fast alle im Lauenauer Ortsteil Feggendorf zusammenfließen.  

## Ortschaften
Der Schlierbach durchfließt nur den Lauenauer Ortsteil Feggendorf.

## Geschichte
2002 überflutete der Schlierbach den Südteil von Feggendorf.

## Umwelt
Der Schlierbach wurde ab Feggendorf begradigt und eingefasst, die Quellbäche sind naturbelassen.

## Fauna

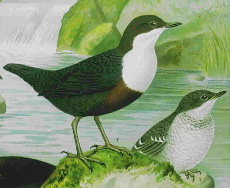

Am Schlierbach kommt die Wasseramsel vor.